# Episoder af iCarly
Dette er en episodeliste for tv-serien iCarly.

## Oversigt
| Sæson | Sæson | Episoder | Oprindeligt sendt   | Oprindeligt sendt | Prod. line | DVD-udgivelse                                                                    | DVD-udgivelse              |
| Sæson | Sæson | Episoder | Start               | Slut              | Prod. line | DVD-udgivelse                                                                    | DVD-udgivelse              |
| ----- | ----- | -------- | ------------------- | ----------------- | ---------- | -------------------------------------------------------------------------------- | -------------------------- |
|       | 1     | 25       | 8. september, 2007  | 25. juli, 2008    | 1xx        | 23. september, 2008 (Volume 1) April 21, 2009 (Volume 2)                         |                            |
|       | 2     | 25       | 27. september, 2008 | 8. august, 2009   | 2xx        | 18. august, 2009 (Volume 1) 4. januar, 2011 (Volume 2) 5. april, 2011 (Volume 3) |                            |
|       | 3     | 20       | 12. september, 2009 | 26. juni, 2010    | 2xx        | 18. august, 2009 (Volume 1) 4. januar, 2011 (Volume 2) 5. april, 2011 (Volume 3) |                            |
|       | 4     | 13       | 30. juli, 2010      | 11. juni, 2011    | 3xx        | 30. august, 2011 (Sæson 3)                                                       | 30. august, 2011 (Sæson 3) |
|       | 5     | 11       | 13. august 2011     | 21. januar 2012   | 4xx        | 10. juli, 2012 (Sæson 4)                                                         | 10. juli, 2012 (Sæson 4)   |
|       | 6     | 14       | 24. marts 2012      | 9. juni 2012      | 5xx        | TBA                                                                              |                            |
|       | 7     | 9        | 6. oktober 2012     | 24. november 2012 | 5xx        | TBA                                                                              |                            |

## Afsnit

### Sæson 1 (2007–2008)
| Nr. i serie | Nr. i sæson | Titel                                                    | Instruktør         | Forfatter                     | Oprindelig sendedato | Amerikanske seertal (mio.) |
| ----------- | ----------- | -------------------------------------------------------- | ------------------ | ----------------------------- | -------------------- | -------------------------- |
| 1           | 1           | "iPilot"                                                 | Steve Hoefer       | Dan Schneider                 | 8. september 2007    | 5.6                        |
| 2           | 2           | "iWant More Viewers" "iVil have flere seere"             | Adam Weissman      | Steve Holland & Steven Molaro | 8. september 2007    | 4.1                        |
| 3           | 3           | "iDream of dance" "iDrømmer om Dans"                     | Adam Weissman      | Dan Schneider                 | 16. september 2007   | N/A                        |
| 4           | 4           | "iKan lide Jake" "iLike Jake"                            | Steve Hoefer       | Dan Schneider                 | 22. september 2007   | 3.5                        |
| 5           | 5           | "iWanna stay with Spencer" "iJeg vil blive ved Spencer"  | Adam Weissman      | Arthur Gradstein              | 29. september 2007   | 3.5                        |
| 6           | 6           | "iNevel"                                                 | Steve Hoefer       | Steve Holland                 | 6. oktober 2007      | N/A                        |
| 7           | 7           | "iScream on Halloween" "iSkriger på Halloween"           | Steve Hoefer       | Jake Farrow                   | 20 oktober 2007      | 3.8                        |
| 8           | 8           | "iSpy mean teacher" "iJeg spionerer en ond lærer"        | Steve Hoefer       | Steven Molaro                 | 3. november 2007     | N/A                        |
| 9           | 9           | "iWill date Freddie" "iJeg vil date Freddie"             | Adam Weissman      | Steve Holland                 | 10. november 2007    | N/A                        |
| 10          | 10          | "iWant world record" "iJeg vil slå en verdensrekord"     | Roger Christiansen | Dan Schneider                 | 17. november 2007    | N/A                        |
| 11          | 11          | "iRue the day" "iUde af balance"                         | David Kendall      | Dan Schneider                 | 1. december 2007     | 3.3                        |
| 12          | 12          | "iPromise not the tell" "iLover ikke at fortælle det"    | Steve Hoefer       | Dicky Murphy                  | 12. januar 2008      | 3.9                        |
| 13          | 13          | "iAm your biggest fan" "iJeg er din største fan"         | Steve Hoefer       | Jake Farrow                   | 19 januar 2008       | N/A                        |
| 14          | 14          | "iHeart Art" "iKnust hjerte"                             | Adam Weissman      | Arthur Gradstein              | 2. februar 2008      | N/A                        |
| 15          | 15          | "iHate Sam's boyfriend" "iHader Sam's kæreste"           | Roger Christiansen | Dan Schneider                 | 9. februar 2008      | 3.5                        |
| 16          | 16          | "iHatch chicks" "iHar kyllinger"                         | David Kendall      | Steven Molaro                 | 23. februar 2008     | 4.2                        |
| 17          | 17          | "iDont, t want to fight" "iVil ikke slås"                | Roger Christiansen | Arthur Gradstein              | 1. marts 2008        | 4.5                        |
| 18          | 18          | "iPromote Techfoots" "iFremme Techfoots"                 | Adam Weissman      | Arthur Gradstein              | 15. marts 2008       | 4.4                        |
| 19          | 19          | "iGot detention" "iFik eftersidning"                     | Roger Christiansen | Andrew Hill Newman            | 22. marts 2008       | 3.7                        |
| 20          | 20          | "iSteakout" "iFlipper ud"                                | Steve Hoefer       | Andrew Hill Newman            | 5. april 2008        | 4.1                        |
| 21          | 21          | "iMight switch schools" "iKan skifte skole"              | David Kendall      | Dicky Murphy                  | 26. april 2008       | N/A                        |
| 22          | 22          | "iFence" "iFægter"                                       | Russ Reinsel       | Dan Schneider                 | 10. maj 2008         | 3.5                        |
| 23          | 23          | "iCarly Saves TV" "iCarly på TV"                         | Steve Hoefer       | Jake Farrow                   | 13. juni 2008        | 4.5                        |
| 24          | 24          | "iWin a Date" "iVinder en date"                          | Steve Hoefer       | Andrew Hill Newman            | 25. juli 2008        | 4.5                        |
| 25          | 25          | "iHave a Lovesick Teacher" "iHar en Kærlighedssyg Lærer" | Roger Christiansen | Ethan Banville                | 25. juli 2008        | 3.8                        |

### Sæson 2 (2008–2009)
| Nr. i serie | Nr. i sæson | Titel                                                      | Instruktør                                                      | Forfatter                                                       | Oprindelig sendedato | Amerikanske seertal (mio.) |
| ----------- | ----------- | ---------------------------------------------------------- | --------------------------------------------------------------- | --------------------------------------------------------------- | -------------------- | -------------------------- |
| 26          | 1           | "iSaw Him First" "iSå ham først"                           | Adam Weissman                                                   | Tv-manuskript af: Andrew Hill Newman Historie af: Steven Molaro | 27. september 2008   | 4.5                        |
| 27          | 2           | "iStage an Intervention"                                   | Jonathan Goldstein                                              | Karey Dornetto                                                  | 4. oktober 2008      | 3.93.9                     |
| 28          | 3           | "iOwe You" "iEjer dig"                                     | David Kendall                                                   | Jake Farrow                                                     | 11. oktober 2008     | 4.4                        |
| 29          | 4           | "iHurt Lewbert"                                            | Russ Reinsel                                                    | Ethan Banville                                                  | 18. oktober 2008     | 4.0                        |
| 30-32       | 5-7         | "iGo to Japan" "iRejser til Japan"                         | Tv-manuskript af: Dan Schneider Historie af: Andrew Hill Newman | Teleplay af: Dan Schneider Historie af: Andrew Hill Newman      | 8. november 2008     | 7.6                        |
| 33          | 8           | "iPie" "iTærte"                                            | Roger Christiansen                                              | Andrew Hill Newman                                              | 15. november 2008    | 4.1                        |
| 34          | 9           | "iChristmas" "iJul"                                        | Steve Hoefer                                                    | Dan Schneider                                                   | 13. december         | 3.3                        |
| 35          | 10          | "iKiss" "iKys"                                             | Steve Hoefer                                                    | Dan Schneider                                                   | 3. januar 2009       | 6.0                        |
| 36          | 11          | "Give Away a Car" "iGiver en bil væk"                      | Steve Hoefer                                                    | George Doty IV                                                  | 17. januar 2009      | 5.1                        |
| 37          | 12          | "iRocked the Vote" "iRockede stemmmer"                     | Russ Reinsel                                                    | Andrew Hill Newman                                              | 7. februar 2009      | 5.2                        |
| 38          | 13          | "iMeet Fred" "iMødte Fred"                                 | Adam Weissman                                                   | Dan Schneider                                                   | 16. februar 2009     | 5.1                        |
| 39          | 14          | "iLook Alike" "iLigner"                                    | David Kendall                                                   | Dan Schneider                                                   | 7. marts 2009        | 6.3                        |
| 40          | 15          | "iWant My Website Back" "iVil have min hjemmeside tilbage" | Adam Weissman                                                   | Matt Fleckenstein                                               | 21. marts 2009       | 3.9                        |
| 41          | 16          | "iMake Sam Girlier" "iLave Sam mere piget"                 | Roger Christiansen                                              | Jake Farrow                                                     | 11. april 2009       | 5.1                        |
| 42          | 17          | "iGo Nuclear"                                              | David Kendall                                                   | George Doty IV & Andrew Hill Newman                             | 22. april 2009       | 4.5                        |
| 43-44       | 18-19       | "iDate a Bad Boy" "iDater en slem dreng"                   | Steve Hoefer                                                    | Dan Schneider                                                   | 9. maj 2009          | 6.5                        |
| 45          | 20          | ""iReunite with Missy"" "iGenser Missy"                    | Adam Weissman                                                   | Jake Farrow                                                     | 16. maj 2009         | 4.3                        |
| 46          | 21          | "iTake on Dingo" "iTager til Dingo"                        | David Kendall                                                   | Jake Farrow                                                     | 13. juni 2009        | 3.3                        |
| 47          | 22          | "iMust Have Locker 239" "iMå have skab 239"                | David Kendall                                                   | Eric Goldberg & Peter Tibbals                                   | 13. juni 2009        | 4.0                        |
| 48          | 23          | "iTwins" "iTvillinger"                                     | Russ Reinsel                                                    | Eric Goldberg & Peter Tibbals                                   | 11. juli 2009        | 5.2                        |
| 49-50       | 24-25       | "iFight Shelby Marx" "iSlås med Shelby Marx"               | Steve Hoefer                                                    | Dan Schneider                                                   | 8. august 2009       | 7.9                        |

### Sæson 3 (2009–2010)
| Nr. i serie | Nr. i sæson | Titel                                                          |
| ----------- | ----------- | -------------------------------------------------------------- |
| 51          | 1           | "iThink They Kissed" "iTænk de kyssede"                        |
| 52          | 2           | "iCook" "ikok"                                                 |
| 53          | 3           | "iSpeed Date"                                                  |
| 54          | 4           | "iCarly Awards"                                                |
| 55          | 5           | "iHave My Principals" "iHar mine principper"                   |
| 56          | 6           | "iFind Lewbert's Lost Love" "iFinder Lewberts tabte kærlighed" |
| 57          | 7           | "iMove Out" "iFlytter"                                         |
| 58-59       | 8-9         | "iQuit iCarly"" "iDropper iCarly"                              |
| 60          | 10          | "iSaved Your Life" "iReddede dit liv"                          |
| 61          | 11          | "iWas a Pageant Girl" "iVar en skønhedsdronning"               |
| 62          | 12          | "iEnrage Gibby" "iRasende Gibby"                               |
| 63          | 13          | "iSpace Out" "iRaser ude"                                      |
| 64          | 14          | "iFix a Pop Star" "iFinder en popstjerne"                      |
| 65          | 15          | "iBloop" "iBloopers"                                           |
| 66          | 16          | "iWon't Cancel the Show" "iVil ikke stoppe showet"             |
| 67          | 17          | "iBelieve in Bigfoot" "iTror på Bigfoot"                       |
| 68-69       | 18-19       | "iPsyko"                                                       |
| 70          | 20          | "iBeat the Heat" "iSlår varmen"                                |

### Sæson 4 (2010–2011)
| Nr. i serie | Nr. i sæson | Titel                                           |
| ----------- | ----------- | ----------------------------------------------- |
| 71          | 1           | "iGot a Hot Room" "iFik et varmt rom"           |
| 72          | 2           | "iSam's Mom" "iSams mor"                        |
| 73          | 73          | "iGet Pranky" "iLaver drengestreger"            |
| 74          | 4           | "iSell Penny Tees" "iSælger penny-t-shirts"     |
| 75          | 5           | "iDo" "iGør"                                    |
| 76-77       | 6-7         | "iStart a Fan War" "iStarter en fan-krig"       |
| 8           | 8           | "iHire an Idiot" "iHyre en idiot"               |
| 9           | 9           | "iPity the Nevel" "iSkam på Nevel"              |
| 10          | 80          | "iOMG"                                          |
| 81-83       | 11-83       | "iParty with Victorious" "iFest med Victorious" |

### Sæson 5 (2011–2012)
| Nr. i serie | Nr. i sæson | Titel                                         |
| ----------- | ----------- | --------------------------------------------- |
| 84          | 1           | "iLost My Mind" "iMistede min forstand"       |
| 85          | 2           | "iDate Sam & Freddie" "iDater Sam og Freddie" |
| 86          | 3           | "iCan't Take It" "iKan ikke tage det"         |
| 87          | 4           | "iLove You" "iElsker dig"                     |
| 88          | 5           | "iQ"                                          |
| 89          | 6           | "iBloop 2: Electric Bloopaloo" "iBloopers 2"  |
| 90-91       | 7-8         | "iStill Psycho" "iStadig psyko"               |
| 92          | 9           | "iBalls" "iBoklde"                            |
| 93          | 10          | "iMeet the First Lady" "iMøder førstedamen"   |
| 94          | 11          | "iToek Fat Cakes" "iTog fedte kager"          |

### Sæson 6 (2012)
| Nr. i serie | Nr. i sæson | Titel                                        |
| ----------- | ----------- | -------------------------------------------- |
| 95          | 1           | "iApril Fools" "iAprilsnar"                  |
| 96          | 2           | "iGo One Direction" "iGår til One Direction" |
| 97          | 3           | "iOpen a Restaurant" "iÅbner en reataurant"  |
| 98          | 4           | "iHalfoween"                                 |
| 99          | 5           | "iPear Store" "iPære butik"                  |
| 100         | 6           | "iBattle Chip" "iBattler med Chip"           |

### Sæson 7 (2012)
| Nr. i serie | Nr. i sæson | Titel                                               | Instruktør    | Forfatter                         | Oprindelig sendedato | Amerikanske seertal (mio.) | Prod. kode |
| ----------- | ----------- | --------------------------------------------------- | ------------- | --------------------------------- | -------------------- | -------------------------- | ---------- |
| 101-102     | 1-2         | "IShock America" "iChokere Amerika"                 | Steve Hoefer  | Dan Schneider                     | 6. oktober 2012      | 510-511                    | 3,6        |
| 103         | 3           | "iGet Banned"                                       | Russ Reinsel  | Dan Schneider & Jake Farrow       | 13. oktober 2012     | 507                        | 3.6        |
| 104         | 4           | "iFind Spencer Friends" "iFind Spencers venner"     | Russ Reinsel  | Jake Farrow                       | 20. oktober 2012     | 512                        | 3.3        |
| 105         | 5           | "iRescue Carly"                                     | Steve Hoefer  | Dan Schneider & Matt Fleckenstein | 27. oktober 2012     | 509                        | 3.3        |
| 206         | 6           | "iLost My Head in Vegas" "iTabte mit hoved i Vegas" | Jerry Trainor | Dan Schneider & Jake Farrow       | 3. november 2012     | 508                        | 3.5        |
| 107         | 7           | "iBust a Thief"                                     | Steve Hoefer  | Matt Fleckenstein                 | 10. november 2012    | 513                        | 3.4        |
| 108-109     | 8-9         | "iGoodbye" "iFarvel"                                | Steve Hoefer  | Dan Schneider                     | 23. november 2012    | 514-515                    | 6.4        |